# Lichenochora aprica
Lichenochora aprica är en lavart som beskrevs av Hafellner & Nik. Hoffm. 2000. Lichenochora aprica ingår i släktet Lichenochora, ordningen Phyllachorales, klassen Sordariomycetes, divisionen sporsäcksvampar och riket svampar.   Inga underarter finns listade i Catalogue of Life.